# Phare de Caja de Muertos
Le phare de Caja de Muertos (en anglais : Caja de Muertos Lighthouse) est un phare actif situé sur Caja de Muertos, une petite île au large de Ponce dont elle fait partie administrativement, à Porto Rico. Il est géré par l'United States Coast Guard.
Il est référencé dans le registre national des lieux historiques sous la tutelle du Gouvernement fédéral des États-Unis depuis le 22 octobre 1981.

## Histoire
Le phare, situé sur le plus haut point de Caje de Muertos, est relié au phare de Guánica et au phare d'Isla Cardona pour guider les navires vers l'entrée du port de Ponce. Il est unique parmi tous les phares de Porto Rico par son architecture en forme de croix de Lorraine.
Le phare a été construit en 1887 par le gouvernement colonial espagnol pour servir de phare du 3e ordre. Il a été mis en service de 15 août. La lentille de Fresnel d'origine a été construit par la société française Sautter, Lemonnier & Company en 1885. En 1945, l'éclairage a été automatisé avec une lentille de 500 mm.
Le phare a été restauré par le ministère des Ressources naturelles de Porto Rico et abrite un belvédère et un musée. En 2009, le gouvernement de Porto Rico a annoncé son intention de faire de Caja de Muertos et de ce phare une priorité du département. L'île est maintenant une réserve naturelle.

## Description
Le phare  est une tour cylindrique en pierre, avec une galerie et une lanterne de 19 m de haut, s'élevant du pignon d'une maison de gardien d'un étage. La tour est peinte en blanc et la lanterne est noire. Il émet, à une hauteur focale de 91 m, un éclat blanc par période de 30 secondes. Sa portée est de 18 milles nautiques (environ 33 km).
Identifiant : ARLHS : PUR-003 ; USCG : 3-31925 - Amirauté : J5556 - NGA : 110-14524 .
|                 |
| Caja de Muertos |

|          |
| Le phare |

### Lien connexe
- Liste des phares de Porto Rico